# Общепольская филателистическая выставка
Общепольская филателистическая выставка (пол. ogólnopolska wystawa filatelistyczna) — общенациональная выставка, проводимая филателистами Польши начиная с 1919 года и являющаяся крупнейшей по значимости и рангу польской филателистической выставкой.
По состоянию на 2015 год, в общей сложности состоялась 21 подобная выставка.

## Описание
Для участия в общепольских выставках отбирают лучшие экспонаты, демонстрировавшиеся на международных выставках и отмеченные на окружных выставках.

## История
Нумерация общепольских филателистических выставок ведётся со времени обретения Польшей независимости (в 1918 году). На период между двумя мировыми войнами приходятся первые пять выставок.
После провозглашения Польской Народной Республики такие выставки организовывались в различных городах, включая Варшаву, Познань, Краков, Катовице, Щецин, Лодзь. Обычно они проходили каждые три—четыре года.

## Хронология выставок
В таблице ниже в хронолоническом порядке дан перечень общепольских филателистических выставок начиная с 1919 года.
| № по порядку | Название                                                                                | Год  | Место проведения | Примечание                                      |
| ------------ | --------------------------------------------------------------------------------------- | ---- | ---------------- | ----------------------------------------------- |
| I            | Польская выставка марок (Polska Wystawa Marek)[≡]                                       | 1919 | Варшава          | Названа I Общепольской выставкой в 1938 году.   |
| II           | Всепольская филателистическая выставка (Wszechpolska Wystawa Filatelistyczna)           | 1928 | Варшава          | Названа II Общепольской выставкой в 1938 году.  |
| III          | II Всепольская филателистическая выставка (II Wszechpolska Wystawa Filatelistyczna)     | 1933 | Торунь           | Названа III Общепольской выставкой в 1938 году. |
| IV           | I Всеславянская филателистическая выставка (I Wszechsłowiańska Wystawa Filatelistyczna) | 1934 | Катовице         | Названа IV Общепольской выставкой в 1938 году.  |
| V            | Общепольская филателистическая выставка (Ogólnopolska Wystawa Filatelistyczna)          | 1938 | Варшава          |                                                 |
| VI           | >>                                                                                      | 1955 | Познань          | В период Польской Народной Республики.          |
| VII          | >>                                                                                      | 1957 | Варшава          | >>                                              |
| VIII         | >>                                                                                      | 1964 | Варшава          | >>                                              |
| IX           | >>                                                                                      | 1965 | Катовице         | >>                                              |
| X            | >>                                                                                      | 1968 | Краков           | >>                                              |
| XI           | >>                                                                                      | 1971 | Щецин            | >>                                              |
| XII          | >>                                                                                      | 1975 | Лодзь            | >>                                              |
| XIII         | >>                                                                                      | 1979 | Катовице         | >>                                              |
| XIV          | >>                                                                                      | 1983 | Торунь           | >>                                              |
| XV           | >>                                                                                      | 1987 | Познань          | >>                                              |
| XVI          | >>                                                                                      | 1991 | Быдгощ           |                                                 |
| XVII         | >>                                                                                      | 1995 | Варшава          |                                                 |
| XVIII        | >>                                                                                      | 1999 | Валбжих          |                                                 |
| XIX          | >>                                                                                      | 2003 | Катовице         |                                                 |
| XX           | >>                                                                                      | 2008 | Вроцлав          |                                                 |
| XXI          | >>                                                                                      | 2014 | Варшава          |                                                 |